# Sumpbjörkkremla
Sumpbjörkkremla, Russula rivulicola är en svampart som tillhör divisionen basidiesvampar, och som beskrevs av Ruots. och Vauras. Russula rivulicola ingår i släktet kremlor, och familjen kremlor och riskor. Arten är reproducerande i Sverige.